# Баварцы
Баварцы (нем. Bayern, бав. Boarn):

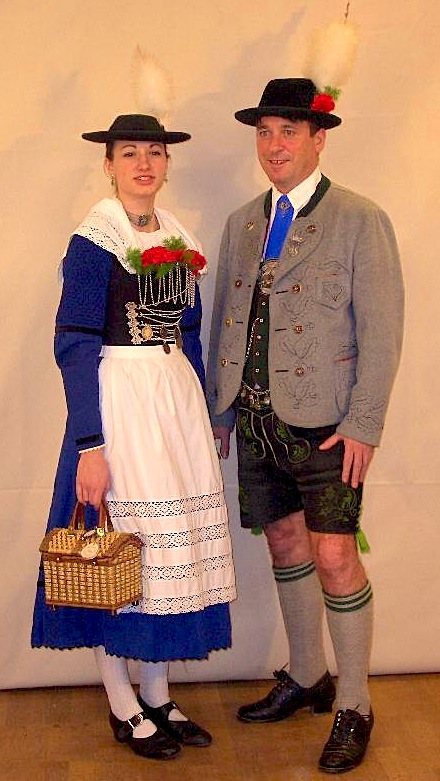
Национальные костюмы баварцев

1. Этническая группа немцев. Являются потомками как баваров[1][2], переселявшихся на юг от Рейна, так и полностью германизированных ретов[3].
2. В широком смысле — все жители Королевства Бавария, Свободного государства Бавария, независимо от национальности (баварские немцы, баварские евреи, баварские цыгане и другие)[4][5].

## Внешний вид
Баварцы имеют свой ярко выраженный диалект — баварский (Boarisch). У баварцев, как и у других народов, существуют свои национальные костюмы, причём некоторые баварцы носят подобные наряды не только по праздникам, но и в повседневной жизни. Для мужчин это короткие замшевые куртки, короткие кожаные брюки (ледерхозе), гетры, а также шляпы охотничьей формы с витым шнуром. В шляпы иногда вставляют перья или волосяные щётки — это символизирует усы убитых медведей. Для женщин — это платья-дирндль, с пышными юбками. Верующие баварцы — в большинстве своём католики.